# ورا بارانوسکایا
ورا بارانُوسکایا (روسی: Вера Всеволодовна Барановская؛ ۱۸۸۵ – ۷ دسامبر ۱۹۳۵) بازیگر اهل امپراتوری روسیه و شوروی بود. او بین سال‌های ۱۹۱۶ تا ۱۹۳۵ در بیش از بیست فیلم بازی کرد
از فیلم‌ها یا برنامه‌های تلویزیونی که وی در آن نقش داشته‌است می‌توان به مادر، پایان سن پترزبورگ اشاره کرد.